# Robert Gitelman
Robert Gitelman (Tel Aviv, 1º giugno 1972) è un disc-jockey israeliano.
È conosciuto insieme al suo socio Jaron Martinez con i nomi 2 Players, Bamba Boys, Bubble Fish, DJ Robert & The Martinez Bros. e G&M Project. Nonostante attraverso internet si abbiano poche informazioni a suo riguardo, le sue canzoni sono abbastanza note.

## Biografia[1]
Robert Gitelman nasce a Tel Aviv il 1º giugno 1972. All'età di quattordici anni inizia a produrre musica e dopo un paio di anni inizia a lavorare per Radio 99 fm, la più importante emittente israeliana di musica dance. Qui durante la sua trasmissione accoglie artisti come Tiësto, Ferry Corsten, Armin Van Buuren e molti altri.

## Discografia

### Singoli
- Going up (1996, DJ Robert & The Party freaks)
- Dreaming about Paprika (2001, DJ Robert & the Martinez Bros.)
- Signet (2003, 2 Players)

### Compilation
- Trance Energy 2002
- Ferry Corsten world tour - Tokyo
- 538 Drive-In Show
- ID&T Trance 3
- Gatecrasher Experience
- International dj's at Goliath mixed by DJ Stigma
- DJ Marckey in the mix
- B a clubber 2001 mixed by DJ Robert Gitelman for Radio 99FM
- Trance energy 2003-2004
- Sensetion 2003-2004